# Stary Stąporków
Stary Stąporków (hist. Stąporków) – dzielnica w środkowo-zachodniej części miasta Stąporkowa w woj. świętokrzyskim, w powiecie koneckim. Rozpościera się wzdłuż ulicy 1 Maja. Do 1954 roku samodzielna wieś o odrębnej historii administracyjnej od Nowego Stąporkowa związanego z gminą Odrowąż.
Stary Stąporków występuje w historycznych dokumentach po prostu jako Stąporków, a rozróżnik Stary został dodano dopiero po wchłonięciu zarówno Stąporkowa jak i Nowego Stąporkowa przez nowy organizm miejski Stąporków.
Stary Stąporków to typowa ulicówka, która nie rozwinęła się i zachowała wiejski układ przestrzenny. Natomiast rozwój swój miasto Stąporków zawdzięcza funkcjonowaniu w okolicy przemysłu hutniczego i górniczego, i wybudowaniu na wschód od (Starego) Stąporkowa wielkiej osady fabrycznej w stylu socrealistycznym. Osada ta przejęła swoją nazwę od wsi Stąporków.

## Historia
Stąporków to dawna wieś. W latach 1867–1954 należał do gminy Duraczów w powiecie koneckim, początkowo w guberni kieleckiej, a od 1919 w woj. kieleckim. Tam 4 listopada 1933 utworzył gromadę o nazwie Stąporków w gminie Duraczów, składającą się także z rozwijającej się obok osady fabrycznej Stąporków, terenów Kolei Państwowych, obszarów leśnych majątku Końskie Wielkie z uroczyskiem Mokra oraz tartaku "Anna". 1 kwietnia 1939 wraz z główną częścią powiatu koneckiego został włączony do woj. łódzkiego.
Podczas II wojny światowej włączony do Generalnego Gubernatorstwa (dystrykt radomski), nadal jako gromada w gminie Duraczów, licząca w 1943 roku 924 mieszkańców. Po wojnie początkowo w województwie łódzkim, a od 6 lipca 1950 ponownie w województwa kieleckim, jako jedna z 23 gromad gminy Duraczów w powiecie koneckim.
W związku z reformą znoszącą gminy jesienią 1954 roku, Stąporków włączono do nowo utworzonej gromady Stąporków Nowy, z siedzibą w Stąporkowie Nowym. W skład gromady Stąporków Nowy weszły: Sadykierz i Stąporków (Stary) ze zniesionej gminy Duraczów oraz Nieborów, Koprusa, Miła, Stąporków Nowy i Wołów ze zniesionej gminy Odrowąż. 
Gromada Stąporków Nowy przetrwała zaledwie sześć tygodni, bo już 13 listopada 1954 zniesiono ją w związku z nadaniem jej statusu osiedla o nazwie Stąporków,przez co Stąporków Stary stał się integralną częścią Stąporkowa. 1 stycznia 1967 osiedlu Stąporków nadano status miasta, w związku z czym Stąporków Stary stał się obszarem miejskim.